# Prinzip von Cavalieri
Das Prinzip von Cavalieri (auch bekannt als der Satz des Cavalieri oder Cavalierisches Prinzip) ist eine Aussage aus der Geometrie, die auf den italienischen Mathematiker Bonaventura Cavalieri zurückgeht.

## Allgemeines

Prinzip von Cavalieri anhand von Goldmünzen erklärt (Animation)

Das Prinzip von Cavalieri besagt:
Zwei Körper besitzen dasselbe Volumen, wenn alle ihre Schnittflächen in Ebenen parallel zu einer Grundebene in gleichen Höhen den gleichen Flächeninhalt haben.
Eine andere Formulierung lautet:
Liegen zwei Körper zwischen zueinander parallelen Ebenen {\displaystyle E_{1}} sowie {\displaystyle E_{2}} und werden sie von jeder zu diesen parallelen Ebene {\displaystyle E'} so geschnitten, dass gleich große Schnittflächen entstehen, so haben die Körper das gleiche Volumen.
Eine einfache Veranschaulichung der Idee liefert etwa ein Block aus quadratischen Notizzetteln, die zu einer Schraube verdreht aufeinanderliegen: Er hat dasselbe Volumen wie der Quader, der sich bei normalem Stapeln ergibt. Für die Anwendung des Cavalieri-Prinzips können die Zettel des verdrehten Stapels durchaus in Form und Größe variieren.

## Einordnung und Geschichte
In der modernen Herangehensweise über analytische Geometrie und Maßtheorie ist das Prinzip von Cavalieri ein Spezialfall des Satzes von Fubini. Cavalieri selbst hatte keinen strengen Beweis für das Prinzip, nutzte es jedoch als Rechtfertigung seiner Methode der Indivisibilien, die er 1635 in Geometria indivisibilibus und 1647 in Exercitationes Geometricae vorstellte. Hiermit konnte er für einige Körper die Volumen berechnen und über die Resultate von Archimedes und Kepler hinausgehen. Die Idee, das Berechnen von Volumina auf Flächen zurückzuführen, stellte einen wichtigen Schritt in der Entwicklung der Integralrechnung dar.
Aus dem Prinzip von Cavalieri lässt sich herleiten, dass das Volumen eines ‚höhengedehnten‘ Körpers (bei gleichbleibender Grundfläche) proportional zu seiner Höhe ist. Als Beispiel: Ein Körper, dessen Höhe auf diese Weise verdoppelt wird, kann durch 2 gleiche Ausgangskörper konstruiert werden, indem zuerst alle äquivalenten Schnittflächen zusammengelegt werden und diese in der entsprechenden Reihenfolge des Ausgangskörpers aufgeschichtet werden (beide Ausgangskörper werden quasi ineinandergeschoben).

## Anwendungsbeispiele

### Zylinder

Zylinder

Die Schnitte eines Zylinders mit Ebenen senkrecht zur Rotationsachse sind Kreisscheiben mit Flächeninhalt {\displaystyle \pi r^{2}}, wenn {\displaystyle r} den Radius der Grundfläche bezeichnet. Nach dem Prinzip von Cavalieri ist das Volumen des Zylinders gleich dem eines Quaders derselben Höhe {\displaystyle h}, dessen Grundfläche denselben Flächeninhalt hat, also beispielsweise die Kantenlängen {\displaystyle r} und {\displaystyle \pi r} hat. Das Volumen des Zylinders ist demnach {\displaystyle \pi r^{2}\cdot h}.

### Halbkugel

Vertikale (oben) und horizontale (unten) Schnitte durch Halbkugel und Vergleichskörper

Der Schnitt einer Halbkugel vom Radius {\displaystyle r} mit einer Ebene, die in der Höhe {\displaystyle h} parallel zur Grundfläche verläuft, ist nach dem Satz des Pythagoras ein Kreis mit Radius
{\displaystyle r'={\sqrt {r^{2}-h^{2}}}.}
Der Flächeninhalt der Schnittfläche ist demnach
{\displaystyle \pi \cdot (r')^{2}=\pi \cdot (r^{2}-h^{2}).}
Der Vergleichskörper ist in diesem Beispiel ein Zylinder mit derselben Grundfläche und Höhe wie die Halbkugel, aus dem ein auf der Spitze stehender Kreiskegel herausgeschnitten wurde. Die Schnittfläche in der Höhe {\displaystyle h} ist ein Kreisring mit äußerem Radius {\displaystyle r} und innerem Radius {\displaystyle h}, der Flächeninhalt ist also ebenfalls
{\displaystyle \pi \cdot r^{2}-\pi \cdot h^{2}=\pi \cdot (r^{2}-h^{2}).}
Also erfüllen die beiden Körper das Prinzip von Cavalieri und haben daher dasselbe Volumen. Das Volumen des Vergleichskörpers ist die Differenz der Volumina von Zylinder und Kegel, also
{\displaystyle \pi \cdot r^{2}\cdot r-{\frac {1}{3}}\cdot \pi \cdot r^{2}\cdot r={\frac {2}{3}}\pi \cdot r^{3}.}
Verdoppelung liefert die bekannte Formel für das Kugelvolumen.

## Bezug zur Integralrechnung

Differenz der Integrale und Integral der Differenz

Die Idee hinter dem Prinzip von Cavalieri findet sich vielfach in der Integralrechnung wieder. Ein Beispiel für um eins kleinere Dimensionen, also Längen der Schnitte von Geraden mit zwei Flächen, stellt die Gleichung
{\displaystyle \int _{a}^{b}(f(x)-g(x))\,\mathrm {d} x=\int _{a}^{b}f(x)\,\mathrm {d} x-\int _{a}^{b}g(x)\,\mathrm {d} x}
dar, die im Wesentlichen besagt, dass die Fläche {\displaystyle A_{1}} zwischen den Funktionsgraphen von {\displaystyle f} und {\displaystyle g} genauso groß ist wie die Fläche {\displaystyle A_{2}} unter dem Funktionsgraphen der Differenz {\displaystyle x\mapsto f(x)-g(x)}; diese letztere Fläche ist aber gerade dadurch charakterisiert, dass ihre senkrechten Schnitte dieselbe Länge haben wie die Schnitte von {\displaystyle A_{1}}.
In der modernen theoretischen Herangehensweise wird der Bezug zwischen Integral und Flächeninhalt bzw. Volumen jedoch typischerweise anders hergestellt; das Prinzip von Cavalieri ist dabei weniger wichtig.

## Bezug zur Maßtheorie
Der Satz von Cavalieri in der oben beschriebenen elementaren Form ist ein Spezialfall des folgenden allgemeineren Satzes, welcher wiederum ein Spezialfall des Satzes von Fubini ist:
Sei {\displaystyle A\subset \mathbb {R} ^{p}\times \mathbb {R} ^{q}} messbar. Dann sind auch {\displaystyle A_{x}=\{y\in \mathbb {R} ^{q}\mid (x,y)\in A\}} und {\displaystyle A_{y}=\{x\in \mathbb {R} ^{p}\mid (x,y)\in A\}} für fast alle {\displaystyle x} bzw. {\displaystyle y} messbar (über {\displaystyle \mathbb {R} ^{q}} bzw. {\displaystyle \mathbb {R} ^{p}}) und es gilt
{\displaystyle \lambda ^{p+q}(A)=\int _{\mathbb {R} ^{p}}\lambda ^{q}(A_{x})d^{p}x} bzw. {\displaystyle \lambda ^{p+q}(A)=\int _{\mathbb {R} ^{q}}\lambda ^{p}(A_{y})d^{q}y},
wobei {\displaystyle \lambda ^{k}} das {\displaystyle k}-dimensionale Lebesgue-Maß (Volumen) bezeichne. Insbesondere gilt:
Ist {\displaystyle B\subset \mathbb {R} ^{p+q}} ebenfalls messbar und gilt {\displaystyle \lambda ^{q}(A_{x})=\lambda ^{q}(B_{x})} für fast alle {\displaystyle x}, so ist {\displaystyle \lambda ^{p+q}(A)=\lambda ^{p+q}(B)}. Entsprechendes gilt für {\displaystyle A_{y}} und {\displaystyle B_{y}}.
Eine analoge Aussage gilt für beliebige Produktmaße.